# Lakshmibai
Manikarnika Tambe (19 de noviembre de 1828-17 ó 18 de junio de 1858), más conocida como Lakshmibai, Lakshmi Bai, Laxmi Bai o la raní de Jhansi, tras su matrimonio con el maharajá Gangadhar Rao en 1842, fue reina del estado indio de Jhansi, del antiguo Imperio maratha (1674-1818), en el centro-norte de India. La raní Lakshmibai fue una de las figuras más destacadas de la Rebelión en la India de 1857 y de la resistencia al Raj británico.
En 1853, al fallecer el rajá Gangadhar Rao, la raní asumió la regencia de su hijo adoptivo, Damodar Rao. Sin embargo, la posterior anexión del estado de Jahnsi por el Raj británico, junto con la rebelión de los  cipayos al servicio de la Compañía Británica de las Indias Orientales, la llevó a proclamar, el 14 de febrero de 1858, la lucha conjunta de todos los indios y musulmanes contra los británicos.
Tras la captura de la fortaleza de Jhansi por las fuerzas británicas, la raní pudo escapar hacia la fortaleza de Gwalior y aunque tras su asedio y captura por los británicos logró escapar de nuevo, gravemente herida, murió en el posterior enfrentamiento con sus perseguidores.
Sir Hugh Rose —el futuro comandante en jefe del Ejército Indio Británico— la consideraba la «mejor y más valiente de los líderes rebeldes».